# Carolina Conceição Martins Pereira
Carolina Conceição Martins Pereira (sinh ngày 18 tháng 2 năm 1983), thường được gọi là Carol Carioca, là một cầu thủ bóng đá nữ người Brazil, chơi trong vai trò hậu vệ cho SE União.
Cô là một thành viên của đội tuyển bóng đá nữ Guinea Xích Đạo tham gia Giải vô địch bóng đá nữ thế giới 2011.
Vào ngày 5 tháng 10 năm 2017, FIFA tuyên bố Carol và chín cầu thủ bóng đá Brazil khác không đủ điều kiện để chơi cho đội tuyển bóng đá nữ Guinea Xích Đạo.

## Sự nghiệp bóng đá
Carolina Conceição Martins Pereira lần đầu tiên biết đến bóng đá qua cha cô, cả hai đều tham dự các trận đấu và theo dõi các trận đấu trên truyền hình. Cô cũng chơi bóng đá trên đường phố với các đội bóng nam, mặc dù mẹ cô không tán thành. Pereira là người sinh ra tại Brazil, nhưng đã được mời đến Guinea Xích Đạo để chơi bóng đá vào năm 2007. Sau khi ở lại đất nước này, cô được tuyển vào đội tuyển bóng đá quốc gia nữ. Cô bị sốt rét một năm sau đó, điều mà cô ấy nói là một trong những khoảng thời gian đen tối trong sự nghiệp của cô, đi kèm với kết quả của một cuộc phẫu thuật mắt cá chân đe dọa sự nghiệp đá bóng trong năm 2009 mà cô cho biết có thể cô không thể chơi bóng được nữa. Là một cầu thủ bóng đá, cô dùng biệt danh "Carol Carioca".
Pereira được đưa vào đội hình đội tuyển bóng đá Guinea Xích Đạo tham gia Giải vô địch bóng đá nữ thế giới 2011 được tổ chức tại Đức. Đây là lần đầu tiên quốc gia này có đủ điều kiện để tham gia giải đấu Giải vô địch bóng đá nữ thế giới và Pereira nói rằng góp phần tạo nên điều này là thời điểm tự hào nhất của cô trong vai trò một cầu thủ bóng đá cho đến nay. Trận đấu vòng đầu tiên giữa Guinea Xích Đạo và Brazil là lần đầu tiên một cầu thủ Brazil được nhập quốc tịch cho một quốc gia khác đã đối đầu với họ trong bóng đá nữ.
Khi Pereira là thành viên của đội bóng đá nữ Guinea Xích Đạo giành chức Vô địch Nữ Châu Phi năm 2012, cô là một trong 11 trong số 21 cầu thủ được nhập quốc tịch từ quốc từ gốc Brazil chơi trong vai trò một cầu thủ tham gia thi đấu cho Guinea Xích Đạo.

### Sách tham khảo
- Agergaard, Sine; Tiesler, Nina Clara (2014). Women, Soccer and Transnational Migration. New York: Routledge. ISBN 978-0-41582-459-0.